# Presence (filme)
Presence (bra: Presença; prt: A Presença) é um filme norte-americano de suspense sobrenatural e drama de 2024, dirigido por Steven Soderbergh e escrito por David Koepp. O elenco inclui Lucy Liu, Chris Sullivan e Callina Liang.
O filme teve sua estreia mundial no Festival de Sundance em 19 de janeiro de 2024 e foi lançado nos cinemas dos Estados Unidos pela Neon em 24 de janeiro de 2025. Em Portugal, o filme foi lançado em 6 de fevereiro, e no Brasil, o filme foi lançado no dia 3 de abril. Com um orçamento de produção de 2 milhões de dólares, arrecadou 9,3 milhões de dólares e recebeu críticas positivas.

## Enredo
A família Payne, composta por quatro membros—Rebekah (mãe), Chris (pai), Tyler (irmão mais velho) e Chloe (irmã mais nova)—muda-se para uma grande casa suburbana habitada por um poltergeist, conhecido no filme como a "Presença". Toda a narrativa é apresentada do ponto de vista da Presença, por meio de longas sequências contínuas.
A Presença testemunha as fissuras crescentes dentro da família. O casamento dos pais está em crise: Rebekah está envolvida em fraude financeira no trabalho, enquanto Chris considera se separar dela. Rebekah é obcecada por Tyler, um nadador campeão arrogante, mas ignora Chloe. Chris, por sua vez, se preocupa com Chloe, que ainda está de luto pela morte de sua melhor amiga, Nadia, uma das duas garotas da comunidade que faleceram misteriosamente durante o sono. Tyler descarta os óbitos como casos de overdose.
Chloe percebe a Presença, que costuma se esconder em seu armário, e acredita que seja o espírito de Nadia. Ela conhece Ryan, amigo de Tyler, e os dois ficam chapados enquanto conversam sobre luto e perda. Chloe acaba desabando em lágrimas, e Ryan a consola, dizendo que ela terá controle sobre quando e onde eles terão relações. Ele também compartilha seus problemas psicológicos e sua obsessão por controle. A Presença faz uma prateleira cair dentro do armário para interromper a aproximação entre os dois. Algum tempo depois, após Chloe e Ryan dormirem juntos, ele coloca um pó suspeito em sua bebida, mas a Presença a derruba antes que ela possa consumi-la. Enquanto isso, Tyler e seus amigos fazem uma pegadinha cruel com uma colega de classe, conseguindo uma foto íntima dela e espalhando-a nas redes sociais. Rebekah minimiza a situação, mas Chris e Chloe ficam indignados. Enfurecida, a Presença destrói o quarto de Tyler, revelando sua existência para a família.
Chris entra em contato com a corretora da casa, que garante que ninguém morreu ali—caso contrário, teria obrigação legal de informar. No entanto, ela sugere que sua cunhada, uma médium, visite a casa. A médium percebe a Presença e destaca um espelho antigo embutido na lareira, que permitiria enxergar o plano espiritual. Ela explica que Chloe consegue sentir a Presença porque traumas podem abrir portas para o metafísico. A médium também sugere que a Presença pode estar presa em uma distorção temporal, confundindo passado e presente. Tyler e Rebekah zombam da teoria, mas Chris confessa a Chloe que acredita nela e que sua fé cresceu com o tempo. A médium retorna mais tarde e avisa Chris de que a Presença está ali para impedir um evento futuro, algo relacionado à "janela que não abre".
A pedido de Ryan, ele e Chloe planejam passar a noite juntos enquanto seus pais viajam a trabalho, apesar do aviso de que Tyler estará em casa. Assim que os pais saem, Ryan chega e droga Tyler com Zolpidem, deixando-o desacordado na sala, antes de preparar outra bebida adulterada para Chloe. Ela começa a se sentir desconfortável, mas Ryan a manipula para que fique e beba. Incapacitada pelo entorpecente, Chloe ouve Ryan confessar que matou Nadia e outra garota, encenando tudo como uma overdose. Em seguida, ele usa um plástico ultrafino para sufocá-la repetidamente.
Desesperada, a Presença acorda Tyler, que corre para o quarto e ataca Ryan, jogando os dois pela janela. A Presença observa, mais uma vez, a cena no pátio da casa—agora com Tyler e Ryan mortos.
A família Payne se muda. Antes de partir, Rebekah sente a Presença e a segue até o espelho, onde vê o reflexo de Tyler. Só então ela percebe que, durante todo o filme, seu filho era a Presença, protegendo Chloe o tempo inteiro. Dominada pelo luto, ela se desfaz em lágrimas. Com sua missão cumprida, a Presença/Tyler se eleva acima da casa, partindo para sempre.

## Elenco
- Lucy Liu como Rebekah Payne
- Chris Sullivan como Chris Payne, pai de Chloe e Tyler
- Callina Liang como Chloe Payne, filha de Rebekah e Chris e irmã mais nova de Tyler
- Eddy Maday como Tyler Payne, filho de Rebekah e Chris e irmão mais velho de Chloe
- West Mulholland como Ryan
- Julia Fox como Cece, a corretora de imóveis
- Natalie Woolams-Torres como Lisa, a médium
- Lucas Papaelias como Carl, marido de Lisa

## Produção
O filme, escrito por David Koepp e dirigido por Steven Soderbergh, só foi anunciado publicamente em dezembro de 2023, quando foi revelado como parte da seleção do Festival de Sundance 2024. As filmagens principais ocorreram ao longo de 11 dias em setembro de 2023, sob um acordo provisório do SAG-AFTRA durante a greve de 2023. O filme foi gravado inteiramente em perspectiva de primeira pessoa e filmado em uma casa em Cranford, Nova Jersey.

## Lançamento
O filme teve sua estreia no Festival de Sundance 2024 em 19 de janeiro de 2024. Pouco depois, a Neon adquiriu os direitos de distribuição por 5 milhões de dólares.
A estreia em Nova York ocorreu em 16 de janeiro de 2025. O filme foi lançado nos cinemas dos Estados Unidos em 24 de janeiro de 2025. Em Portugal, o lançamento ocorreu em 6 de fevereiro de 2025. No Brasil, o filme foi lançado em 3 de abril de 2025, com distribuição da Diamond Films.